# 孙永强
孙永强（1931年—），男，浙江嘉善人，中国计算机软件学家，CCF终身成就奖获得者，中国计算机事业60年杰出贡献特别奖获得者，曾任上海交通大学教授、博士生导师。